# Raul II de Vermandois
Raúl II de Vermandois (1145-17 de junho de 1167), O Jovem ou O Leproso, foi conde de Vermandois e  Valois.

## Biografia
Raúl era filho de Raúl I, conde de Vermandois e Valois, e da esposa Petronila da Aquitânia. 
Raúl casou por volta de 1160 com Margarida da Flandres (1145-1194), que sucedeu ao seu irmão (e cunhado de Raúl) no governo do Condado da Flandres em 1191. 
Terá contraído lepra em 1163, e desta forma o seu matrimónio não pôde ser consumado e por isso foi rompido. Não tendo descendência, abdicou em 1167 a favor da sua irmã, Isabel.